# Kleine Zonneplein
Het Kleine Zonneplein is een plein in Amsterdam-Noord.

## Plein
Het Zonneplein en de Zonneweg zijn bekende straatnamen in Tuindorp Oostzaan, mede doordat zij afgesloten lijken te worden door het rijksmonument Zonnehuis. Minder bekend is dat de Zonneweg aan de achtergevel van het theater doorloopt naar het Kleine Zonneplein. Dat Kleine Zonneplein is dan weer wel vernoemd naar dat grotere Zonneplein en indirect dus naar de zon. De bebouwing binnen Tuindorp Oostzaan laat veel tekenen zien van symmetrie en dat geldt dan ook voor dit plein. Hoeken met omliggende straten zijn alle voorzien van groen, de westelijke en oostelijke gevelwand zijn in spiegelbeeld hetzelfde, etc.
Het plein wordt aangedaan door de Poolsterstraat, Kleine Beerstraat en diezelfde Zonneweg.

## Gebouwen
De hele buurt hier is ingericht met woonhuizen van architecten Berend Tobia Boeyinga en Jo Mulder. Aan het Kleine Zonneplein dateert de bebouwing uit rond 1921 in de stijl van de Amsterdamse School annex rationalisme, maar hier een meer landelijke variant dan aan de Zonneweg zelf. In plaats van de puntdaken schreven zij hier gebroken daken voor, een soort boerderijkap. 

### Transformatorhuis
Blikvanger in het geheel is echter het geheel vrijstaande transformatorhuisje aan het zuidelijk eind van het plantsoen. Het is ontworpen door of genoemde heren (architectenkaart Amsterdam) of de Dienst der Publieke Werken of door samenwerking. Het is opgetrokken uit twee kleuren baksteen in allerlei metselverbanden en figuraties. Aan de bovenzijde wordt het afgesloten met een daklijst en dak van beton. Daarin vallen de groene gevelopeningen op, jarenlang handelsmerk van het GEB, wier embleem nog op de toegangsdeur is te vinden, op.   

## Kunst
In het plantsoen staat een titelloos beeld van Nico Betjes.

## Afbeeldingen

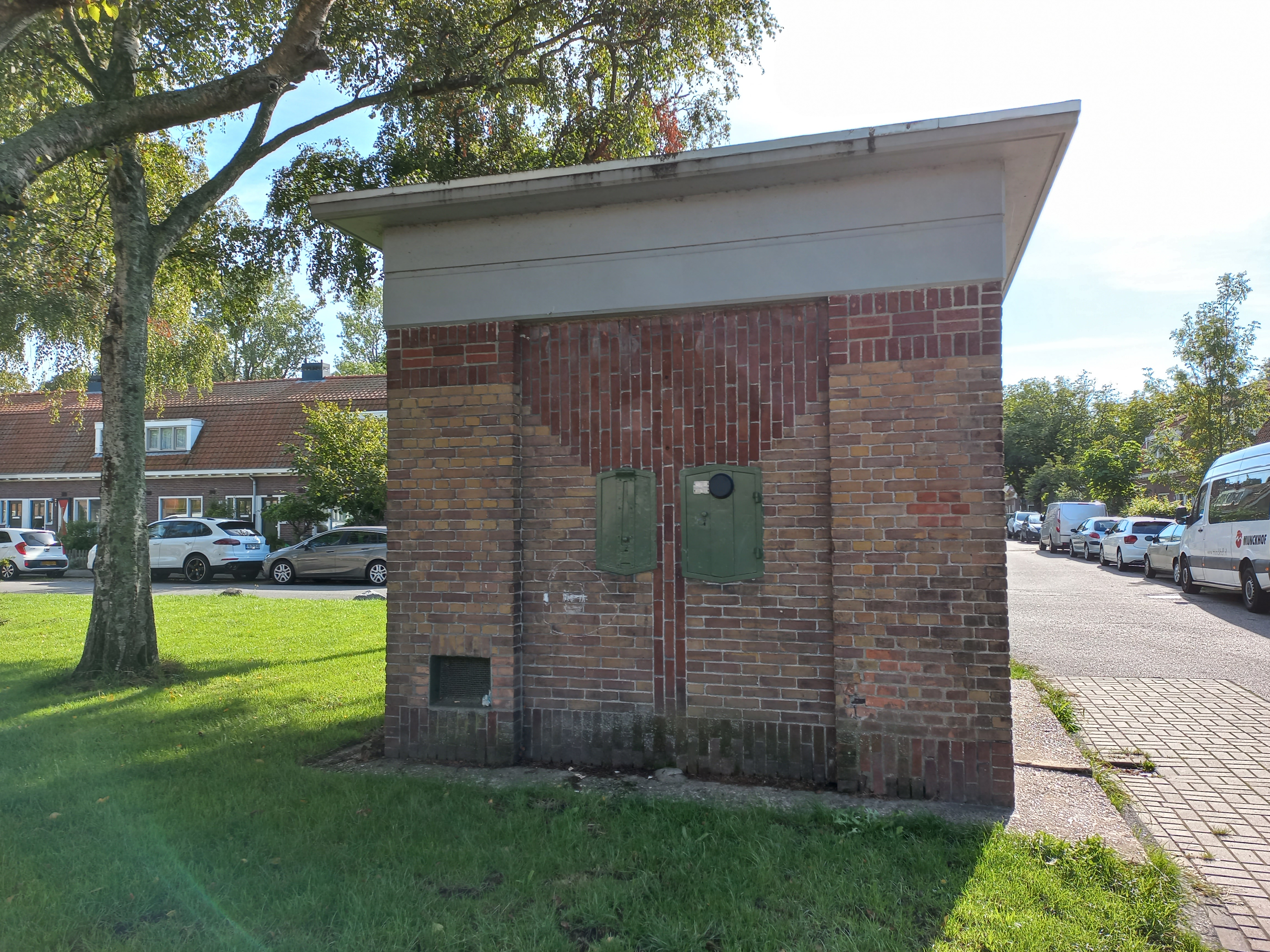
Trafohuis (september 2023)
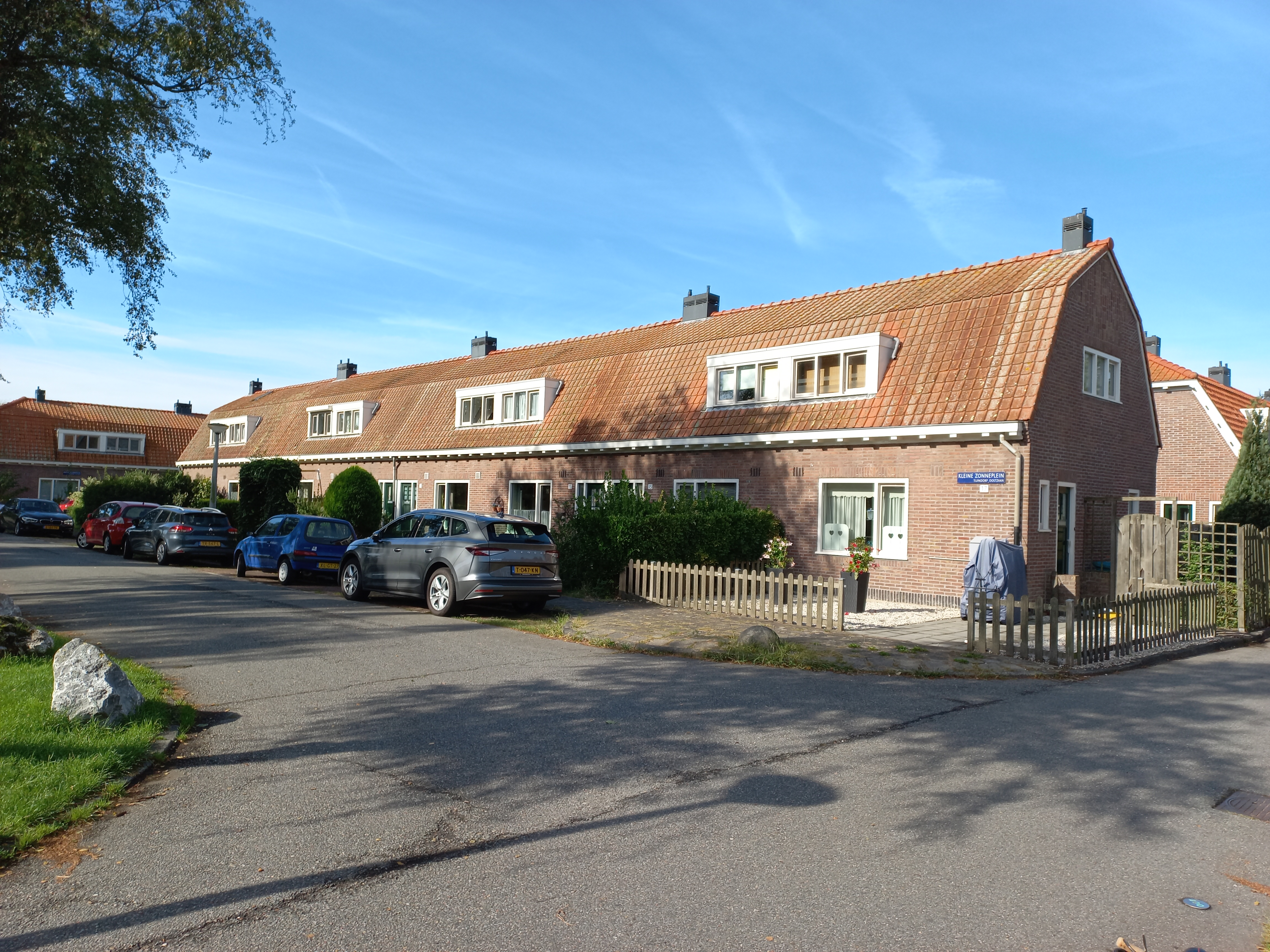
Kleine Zonneplein 3-17 (september 2023)
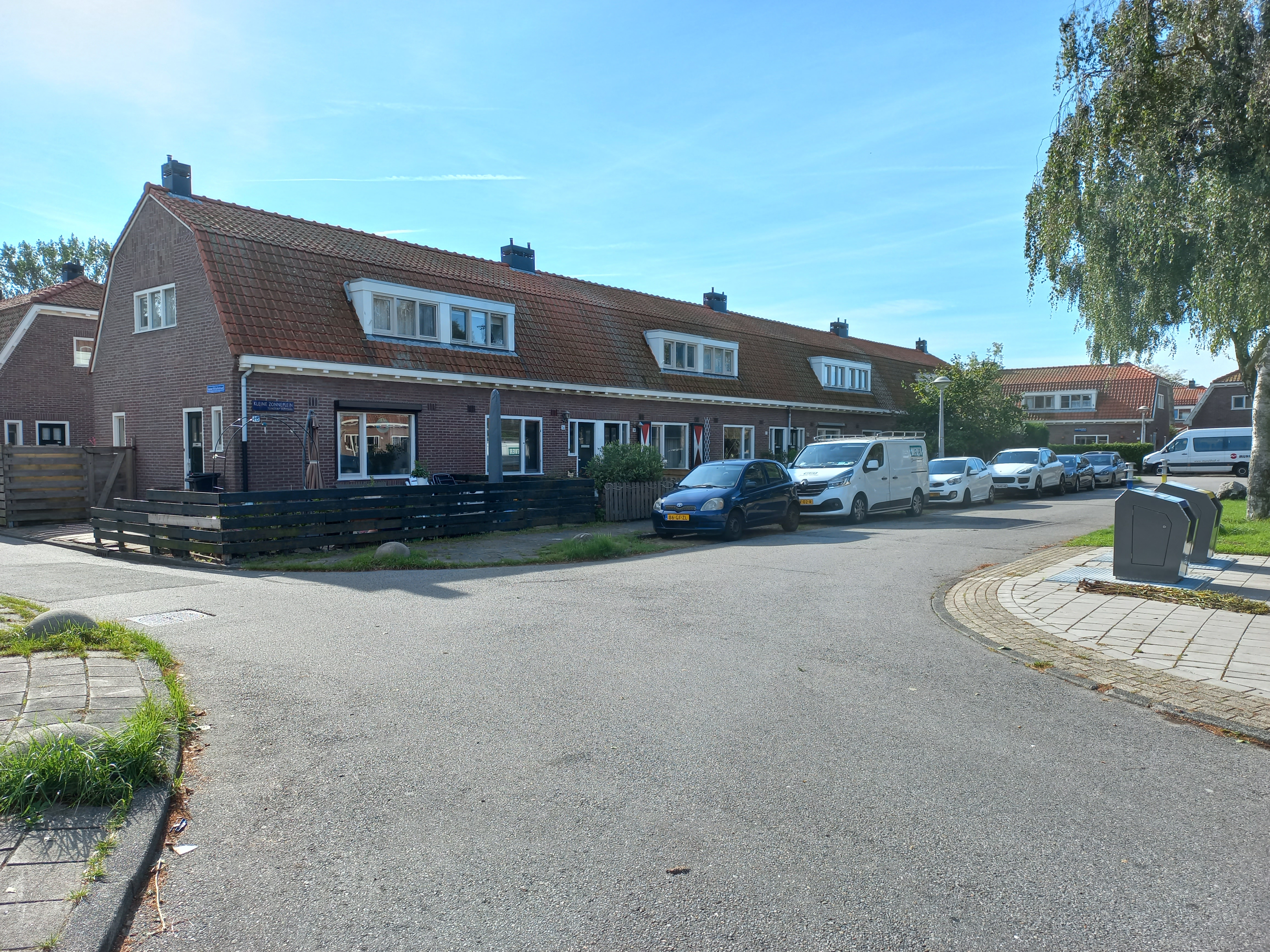
Kleine Zonneplein 4-18 (september 2023)